# Cyclogastrella clypealis
Cyclogastrella clypealis är en stekelart som beskrevs av Boucek 1965. Cyclogastrella clypealis ingår i släktet Cyclogastrella och familjen puppglanssteklar.
Artens utbredningsområde är:
- Tjeckien.
- Slovakien.
- Frankrike.
- Marocko.
- Rumänien.
- Spanien.
- Schweiz.
- Azerbajdzjan.
- Moldavien.

Inga underarter finns listade i Catalogue of Life.